# Transtrabant

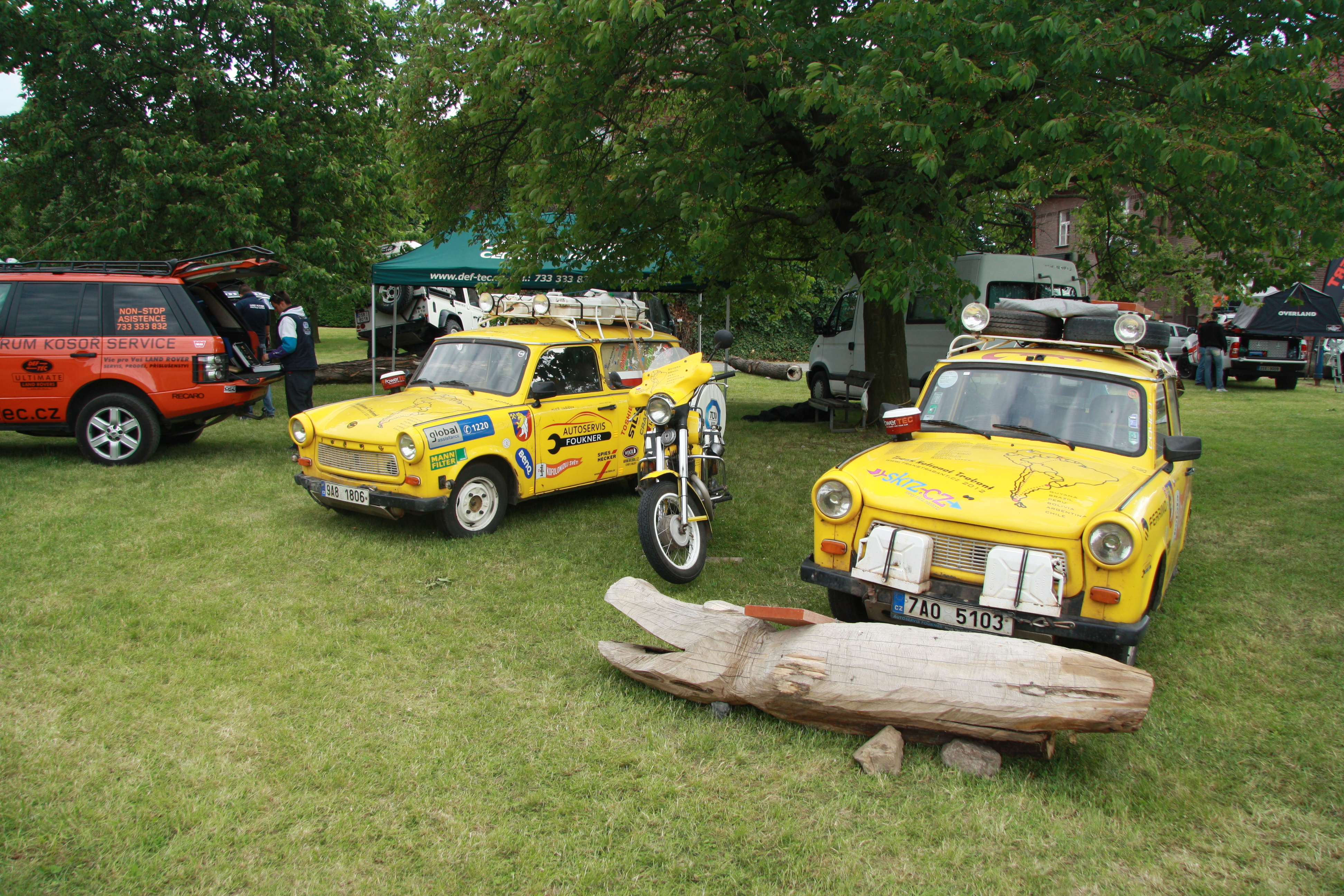
Trabanty Egu a Babu na akci Legendy 2014

Transtrabant je cestovatelský projekt Dana Přibáně, který se rozhodl navázat na českou automobilovou cestovatelskou tradici, zejména pak na cesty manželů Elstnerových ve 30. a 40. letech 20. století uskutečněných různými vozy, především pak Aero Minor. A právě s vozem Aero Minor a jeho technickými parametry je srovnáván vůz použitý pro první a poté i všechny další expedice, tedy Trabant 601 Universal (Combi). Důvodem pro volbu tohoto vozu byly dle slov Dana Přibáně jednak důvody finanční, neboť na Land Rover prostě nebyly prostředky a potom "Teprve velká cesta malým vozem je extraktem dobrodružství, na jaké se pomalu zapomíná."
Záměrem projektu je během cesty nasbírat dostatečné množství materiálu ke vzniku dokumentárního filmu z této cesty a k další publikační činnosti, zejména přednáškové činnosti umožňující vyprávěním naplno zprostředkovat zážitky z cest.
Poznávacím znamením řádných vozidel expedic je jejich žlutá barva, pro kterou jsou expediční vozidla někdy nazývána "žlutý cirkus".
Dan Přibáň přiznal, že v roce 2021 chtějí jet na další cestu, ale tentokrát ne s Trabantem 601, ale s autem LuAZ 967 a 967M. Kus auta můžete vidět na konci posledního filmu "Trabantem tam a zase zpátky".

## Výpravy

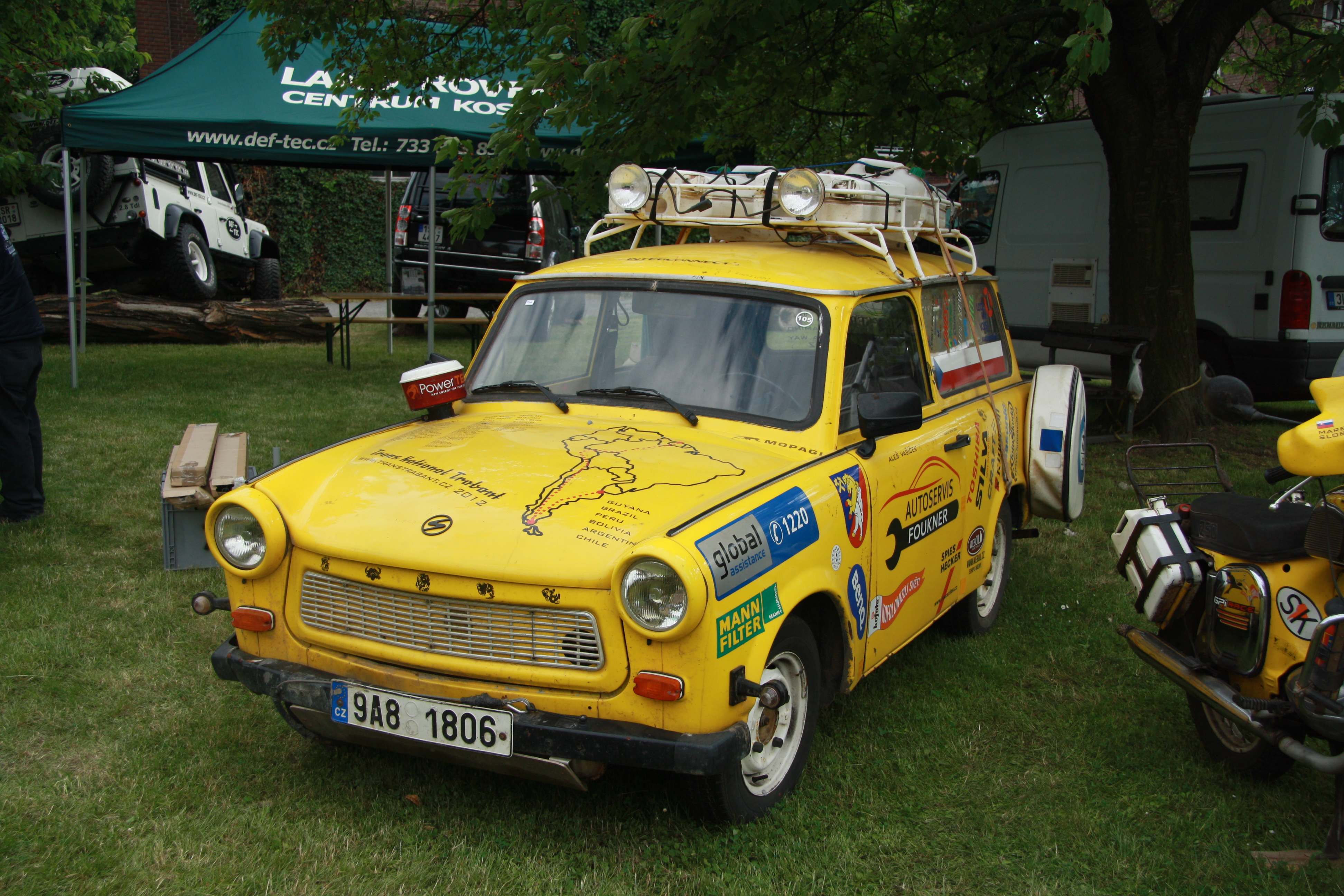
Trabant Babu na akci Legendy 2014

| Název                       | Kontinent       | Start      | Vybrané zastávky | Cíl          | Počet km | Od                                | Do                           | Dopravní prostředky                                                                                   |
| --------------------------- | --------------- | ---------- | --- | ------------ | -------- | --------------------------------- | ---------------------------- | --- |
| Trabantem Hedvábnou stezkou | Evropa, Asie    | Praha      | Istanbul, Kurdistán, Samarkand, Chiva, Astrachaň, Krym | Praha        | 15 422   | 1.7.2007                          | 19.8.2007                    | Trabant 601                                                                                           |
| Trabantem napříč Afrikou    | Afrika          | Praha      | Káhira, Lusaka | Kapské Město | 19 640   | 6.9.2009                          | 30.11.2009 4.12.2009 (Praha) | Trabant 601 (2x)                                                                                      |
| Trabantem Jižní Amerikou    | Jižní Amerika   | Georgetown | Lethem (hranice Guyany a Brazílie), Boa Vista, Manaus, dálnice BR-319, hora Abra Pirhuayani, Cuzco, Machu Picchu, planina Nazca, hora Ampato, jezero Titicaca, solná pláň Salar de Uyuni, Calama, Mano del Desierto, Valparaíso, Santiago de Chile, Chaitén, Ushuaia, radarová stanice Moat | Buenos Aires | 21 124   | 16.10.2012 2.9.2012 (Praha)       | 29.1.2013 (Praha)            | Trabant 601 (2x) Fiat 126p Jawa 250                                                                   |
| Trabantem napříč Tichomořím | Austrálie, Asie | Perth      | Uluru, Darwin, Bali, Gereja Ayam, Jakarta, Medan | Bangkok      | 15 291   | konec dubna 2015 7.2.2015 (Praha) | 28.9.2015 (Praha)            | Trabant 601 (2x) Fiat 126p Jawa 250 ČZ 175 Thajsko: Jawa 250 ČZ 175 další motorky (3x) motorikša (1x) |
| Trabantem tam a zase zpátky | Asie, Evropa    | Kóčin      | Káthmándú, Kašgar, Samarkand | Praha        | 17 237   | 24.4.2018 11.2.2018 (Praha)       | 26.8.2018                    | Trabant 601 (2x) Fiat 126p Jawa 250                                                                   |

### Trabantem Hedvábnou stezkou
První výprava v rámci se uskutečnila v roce 2007, tedy v roce několika výročí souvisejících s touto výpravou i projektem samým. Rok 2007 přinesl 50. výročí výroby prvních kusů automobilu Trabant, který byl použit jako expediční vozidlo, 60. výročí výpravy manželů Elstnerových se synem severozápadní Afrikou o délce 13 110 km za použití vozidla Aero Minor, které svými parametry je s Trabantem 601 víceméně srovnatelné. A pak rok 2007 přinesl i 60. výročí první cesty legendárních cestovatelů Hanzelky a Zikmunda s Tatrou 87.

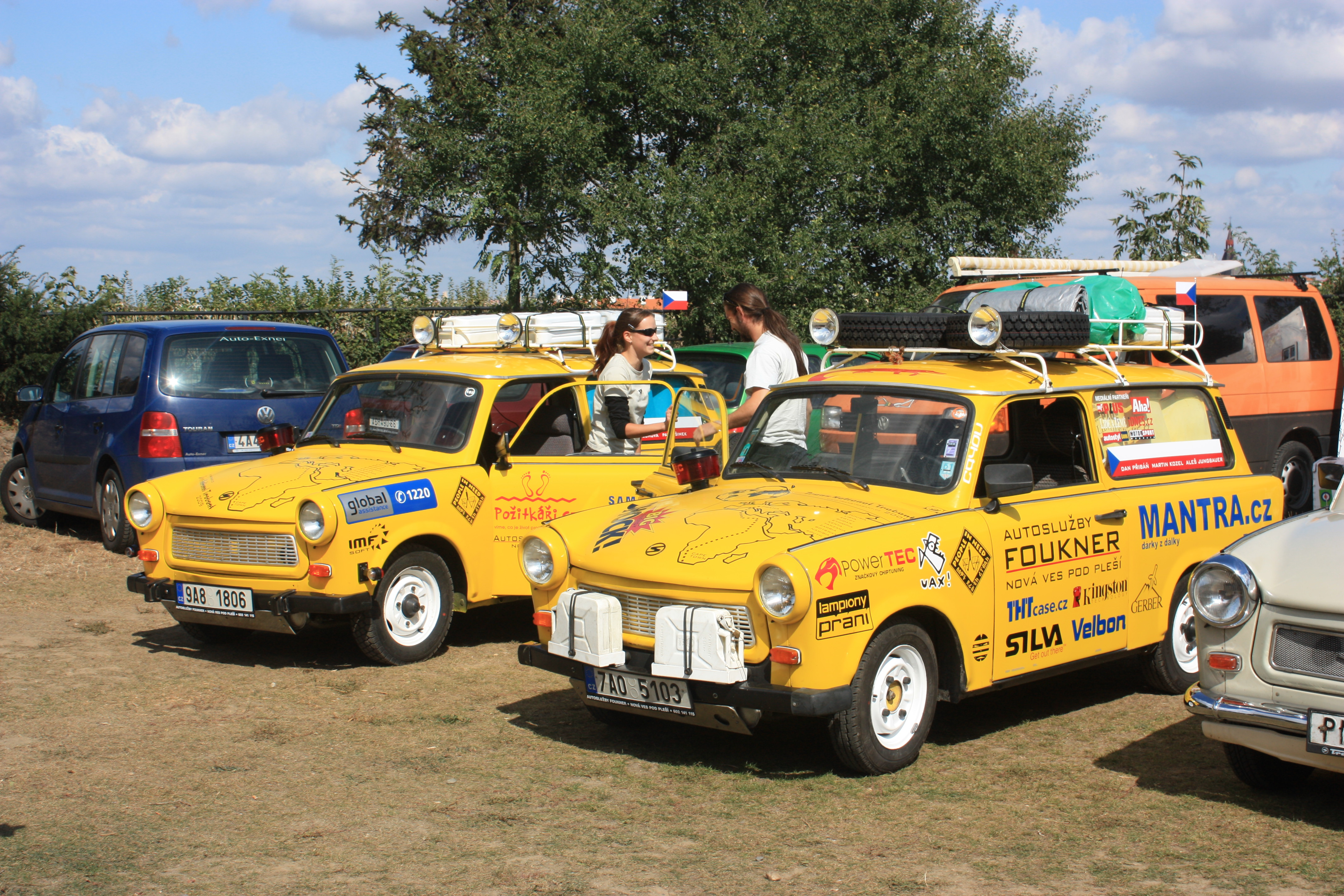
Slavnostní odjezd expedice napříč Afrikou v Praze na Vyšehradě (2009).

Jako expediční vozidlo byl zvolen již zmíněný Trabant 601 Universal (Combi) po drobných technických úpravách (úprava interiéru, zesílení odpružení), vyrobený v roce 1986, pojmenovaný Egu.

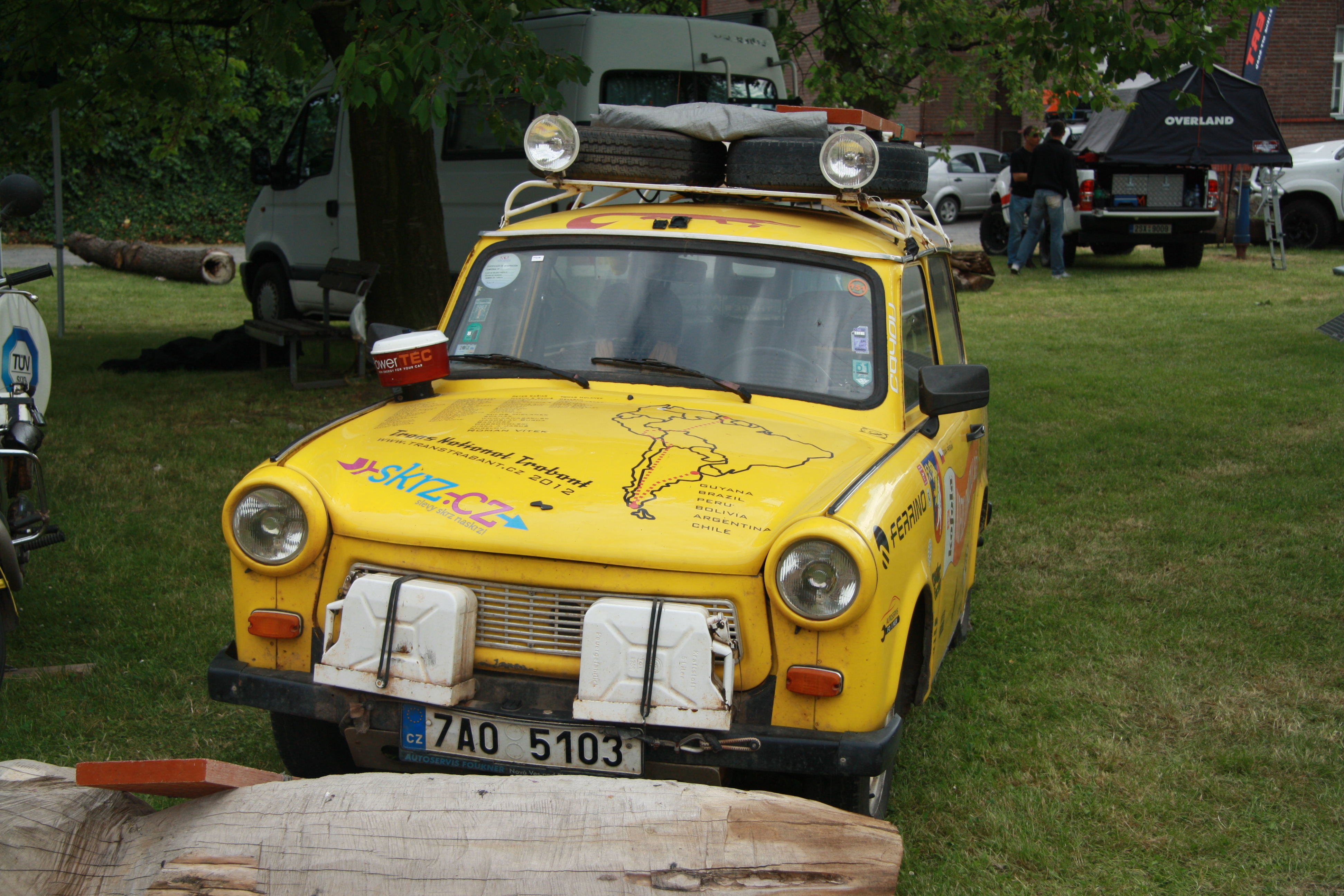
Trabant Egu na akci Legendy 2014

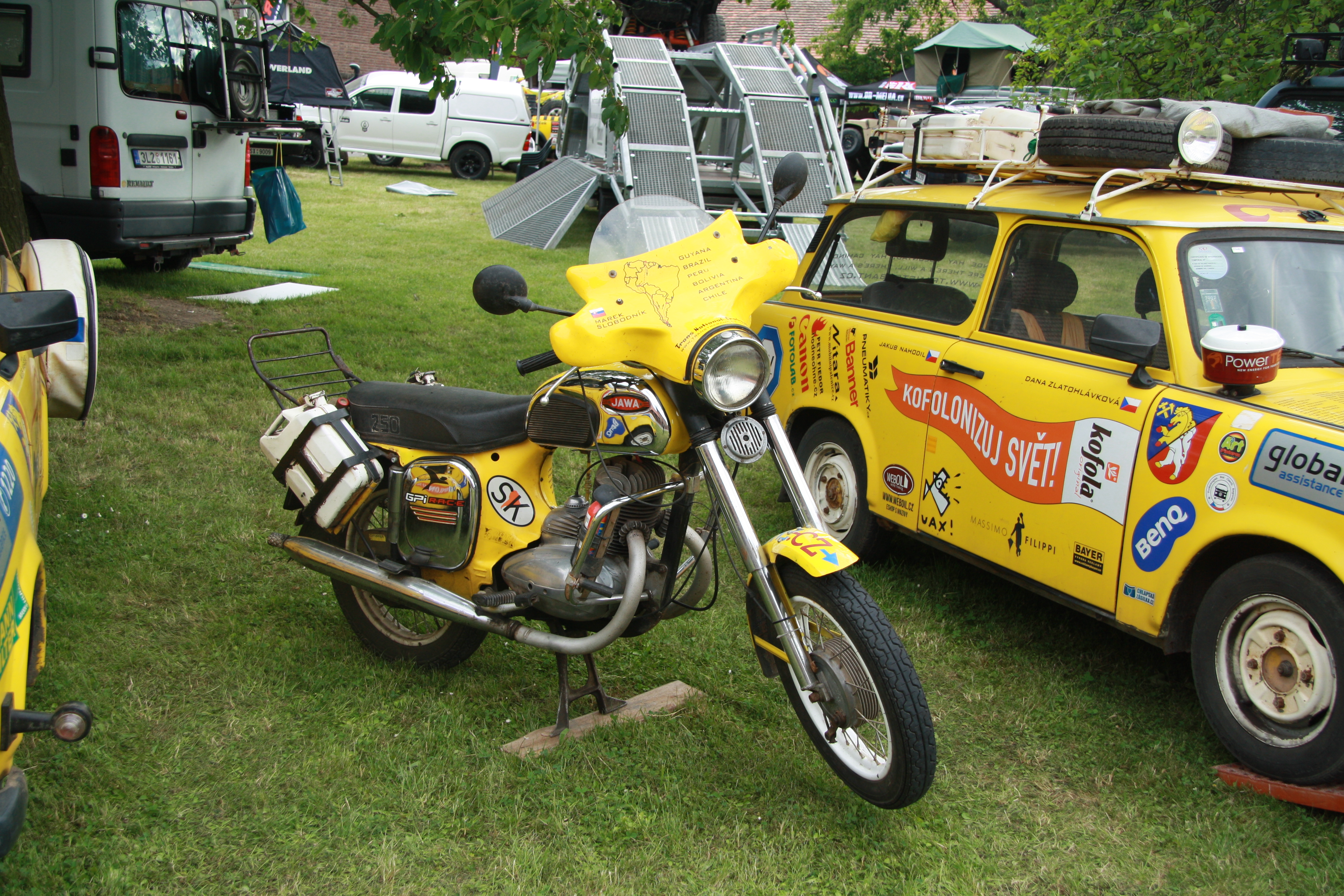
Jawa 250 Anežka na akci Legendy 2014

Posádku expedice tvořili Dan Přibáň (náčelník a řidič), Vladislav Růžička (fotograf a doktor) a Jan Martin Kozel (kameraman).
Expedice měla trvat přibližně 45 dnů a měřit 15 000 km. Trasa byla plánována z Evropy do Asie a měla zčásti kopírovat legendární Hedvábnou stezku.
Vlastní expedice byla započata 1. 7. 2007 v Praze na Vyšehradě u restaurace Na Hradbách. Odtud vedla cesta přes Slovensko, Maďarsko, Srbsko, Bulharsko a Turecko do Istanbulu, kde se expedice dostává na asijský kontinent. Dále cesta pokračuje přes Írán a Turkmenistán do Uzbekistánu, kde je 27. července 2007 dosaženo po 8112 km cesty v Samarkandu nejvýchodnějšího bodu expedice. Pokračování cesty vede přes Kazachstán, Rusko, Ukrajinu a Slovensko Zpět do České republiky, kde byla expedice po 6 týdnech a 15 422 kilometrech dne 19. srpna ukončena opět v Praze na Vyšehradě.
Z expedice byl mimo jiné pořízen 57minutový dokument Trabantem Hedvábnou stezkou. Útržky z cest byly také odvysílány ve 4 reportážích pořadu Objektiv.

### Trabantem napříč Afrikou
Výprava se uskutečnila v roce 2009. Její délka až do Kapského Města resp. na Střelkový mys, byla plánována na 20 000 km a dva měsíce.
Jako expediční vozidlo byl opět použit Trabant 601 Universal (Combi) zvaný Egu, ke kterému přibyl druhý Trabant zvaný Babu v pořizovací hodnotě 6 000 Kč za kus a dalších 60 000 Kč bylo investováno do jejich opravy a úpravy na cestu.
Posádku expedice tvořili Dan Přibáň (náčelník, řidič a mechanik), Jan Martin Kozel (kameraman), Aleš Jungbauer (bocman), Pavel Šimek (fotograf a řidič), Klára Handrejchová (produkční a řidička).
Nejprve byla expediční vozidla přepravena po vlastní ose do Janova, kde se nalodila na trajekt do Tuniska. Dále expedice pokračovala do Libye a Egypta, kde se expedice v Káhiře kvůli poruše mírně (asi tři týdny) zdržela. Dále trasa vedla do Súdánu, Etiopie a Keni. Zde část cesty expediční vozidla kvůli nesjízdnosti cesty putují na nákladních autech. Výprava dále pokračovala do Tanzanie, Zambie, Botswany, Namibie a nakonec do Jihoafrické republiky. Expedice byla ukončena po 19 201 kilometrech u Střelkového mysu, nejjižnějším místě Afriky.
Celkem bylo během expedice projeto 14 zemí z toho 12 na africkém kontinentu, spotřebováno bylo 2389 litrů benzinu a 60 litrů dvoutaktního oleje při průměrné spotřebě 6,5 l/100 km a průměrné rychlosti 385 km za den. Celá výprava nakonec trvala 3 měsíce.
Z expedice byl mimo jiné pořízen 96minutový dokument Trabantem napříč Afrikou.

### Trabantem Jižní Amerikou
Expedice realizovaná v roce 2012 si kladla za cíl projet na trase dlouhé 20 000 km během 4 měsíců od severu k jihu Jižní Ameriku.
Expediční vozidla se tentokrát rozrostla a tak ke žlutým Trabantům Egu a Babu přibyl i Fiat 126p lidově zvaný Maluch s polskou posádkou a Jawa 250 zastupující v expedici Slovensko.
Expedici tvořili Dan Přibáň (vedoucí expedice), Dana Zlatohlávková (kameraman), Aleš Vašíček (mechanik a fotograf), Jakub Nahodil (fotograf a kameraman), Zdeněk Krátký (kameraman a řidič), Marek Slobodník (pionierista, jezdec na Jawě 250) ze Slovenska, Tomasz Turchan a Radosław Jona (posádka Fiatu 126p) z Polska. Dana se kvůli přibývajícímu zpoždění expedice odpojila v Uyuni a vyrazila vlakem domů po vlastní ose.
Expediční vozidla byla do Jižní Ameriky, konkrétně do Georgetownu v Guyaně, přepravena v kontejneru lodí, posádka pak letecky. Celá procedura převzetí vozidel a vyřízení další administrativy vč. vydání nového pasu pro Radka, trvalo dva týdny. Expedice dále zamířila do Brazílie, kde překročila rovník a vydala se pralesem na legendární, ale rovněž i opuštěnou brazilskou dálnici duchů BR 319. Dále cesta pokračovala do Peru, kde výprava nastoupala do nadmořské výšky 4868 metrů a i přes problémy s nízkým tlakem vzduchu překonala Andy. Jednalo se pravděpodobně o první přejezd Trabantů přes tento horský masiv i o jejich reálný provoz v této nadmořské výšce. Trasa dále pokračovala do Bolívie a Chile, kde se na pláži málem podařilo expediční vozidla utopit. Poté se podařilo expedici dosáhnout v Argentině nejjižnějšího města Ushuaia a následně i nejjižnějšího autem dosažitelného bodu Jižní Ameriky, radarové stanice argentinského námořnictva Moat. Výprava byla úspěšně zakončena v Buenos Aires.
Celkově bylo při expedici najeto 21 124 km.
Z expedice byl pořízen mimo jiné 98minutový dokument Trabantem až na konec světa a dvanáctidílný dokumentární seriál Trabantem Jižní Amerikou.

### Trabantem napříč Tichomořím
Zatím předposlední expedice, která proběhla v roce 2015 startovala v australském Perthu a přes Austrálii a jihovýchodní Asii (Východní Timor, Indonésii, Malajsii, Thajsko, Kambodžu, Vietnam, Laos a Kambodžu) měla skončit po přibližně 20 000 km v Bangkoku.
Flotilu expedice tvořila již tradičně dvojice Trabantů 601 Egu a Babu, Fiat 126p, JAWA 250, ČZ 175 a nakonec vozík Kristína a Kuba, každý s výkonem dvou rukou.
Posádku výpravy tvořili Dan Přibáň (vedoucí a autor celé koncepce), Zdeněk Krátký (kameraman), zástupci polské části výpravy Radek Jona a Marcin Obałek, ze Slovenska Marek Slobodník, Vojtěch Duchoslav (fotograf) a Dominika Gawliczková (na ČZ 175/477). Posádku doplnili i vozíčkáři Jakub Koucký a Kristína Madajová, kteří tvořili jednu z posádek Trabantu, neboť tento vůz je přímo z výroby předurčen k tomuto účelu. V Darwinu výpravu opustil Marcin, neboť měl již předem zakoupenou dovolenou s manželkou. Pro nahrazení tohoto člena posádky bylo vypsáno "výběrové řízení", ze kterého vyšel ze 70 kandidátů vítězně Marek Duranský ze Slovenska. Ten se zhostil role dalšího fotografa a kytaristy.
Oficiální rozlučka proběhla 7. února 2015 na pražské náplavce. Přeprava do Austrálie pak byla zahájena 17. února 2015 odjezdem kontejnerů, který putoval do Perthu 2 měsíce. Posádka za kontejnery odcestovala letadlem 31. března 2015.
Trasa vedla z Austrálie, kde cesta započala na západě v Perthu, přes Východní Timor do Indonésie. Odtud se však oproti plánu nepodařilo za smysluplné peníze přepravit automobily ani do Thajska, ani do Malajsie, kde měla expedice pokračovat (náklady odpovídaly zhruba nákladům přepravy zpět do Evropy). Po řadě úvah je rozhodnuto, že automobily budou kontejnerem odeslány domů a expedice dokončena na motorkách. Tedy jednak na expediční Jawě a ČZ a dále na tom, co se podaří v těchto končinách za přiměřený peníz sehnat. Nakonec se dívčí části expedice podařilo sehnat dva "skoroskútry" a pánské části "motorikšu" Honda (motorka s přivařenou kabinovou lanovkou) a výprava pokračuje do Thajska a Bangkoku, kde cesta po 15 291 kilometrech a šesti měsících končí. Do Prahy se expedice vrátila 28. září 2015, vozidla do Hamburku 15. 10. 2015.
Filmový dokument z cesty byl pojmenován Trabantem až do posledního dechu a měl v kinech premiéru 17. března 2016, seriál pojmenovaný Trabantem z Austrálie do Asie pak 14. prosince 2016.

### Trabantem tam a zase zpátky
Expedice Trabantem tam a zase zpátky, která probíhala od 11. února, kdy byl slavnostní odjezd z Prahy, ale na cestu samotnou se vydali až 24. dubna 2018, do 26. srpna 2018, začala na jihu Indie v přístavu Kóčin a skončila v Praze. Účastníci urazili přibližně 17 tisíc kilometrů. Kromě dvou trabantů se expedice účastnil Fiat 126p a Jawa 350.
Posádku výpravy tvořili Dan Přibáň, Zdeněk Krátký (kameraman), Marek Slobodník, Vojtěch Duchoslav (fotograf), Radek Jona (připojil se na čínsko-kyrgyzských hranicích), Marek Duranský, Jan Setvín a Lukáš Venclík. 
S dvoutaktem byl během cesty dokonce zdolán výškový rekord: vyjeli s ním do výše 5 329 metrů nad mořem, což se dosud nikomu nepovedlo.
Z expedice byl mimo jiné pořízen 114minutový dokument Trabantem tam a zase zpátky a čtrnáctidílný dokumentární seriál Trabantem z Indie až domů.